# Flugplatz Bălți

i7
i11
i13
Der Flugplatz Bălți (rumänisch Aerodromul Bălți, russisch Аэродром Бельцы), auch bekannt als Flugplatz „Balti-Teioasa“, war der erste zivile Flugplatz im historischen Bălți (Königreich Rumänien) und wurde in der Zwischenkriegszeit betrieben. Er befand sich im westlich gelegenen damaligen Bălți-Stadtviertel von Teioasa. Während des Zweiten Weltkriegs war er ein in Moldawien gelegener sowjetischer Militärflugplatz. Seit 1944 war der Flugplatz Bălți nicht mehr in Betrieb und wurde demontiert, nachdem das Gelände zu einem Wohngebiet am Stadtsee geworden war.